# Fouquieria columnaris
Fouquieria columnaris ist eine Pflanzenart der Gattung Fouquieria in der monotypischen Familie der Fouquieriaceae. Trivialnamen sind Cirio [ˈθi.ɾio], Boojum [ˈbuː.dʒʌm] und Cototaj [ˈkototax] (Seri). Ihr Habitus erinnert an die Art Pachypodium lealii und die Gattung Alluaudia.

## Beschreibung
Fouquieria columnaris wächst baumförmig mit einem einfachen, dicken, 1 bis 16 (selten bis 24) Meter hohen Stamm, der sich nach oben hin langsam verjüngt. An der Basis beträgt der Stammdurchmesser 20 bis 40 (selten bis 64) Zentimeter. Die gräulich grüne Rinde ist glatt. Aus dem Stamm entspringen zahlreiche, spiralförmig angeordnete, dünne, holzige Seitentriebe von 30 bis 60 Zentimeter Länge und Durchmessern von 5 bis 7 Millimetern. Auf den Seitentrieben befinden sich 5 bis 25 Millimeter lange Dornen. Die wechselständig angeordneten Laubblätter sind schmal eiförmig. Sie sind 15 bis 20 Millimeter lang und 5 bis 6 Millimeter breit. Den Blattachseln entspringen zwei bis drei kleinere, etwa 5 Millimeter lange und 1 Millimeter breite Blätter.
Die Blütenstände erscheinen gehäuft in der Krone, manchmal aber auch endständig an den Seitentrieben. Die Rispen sind 13 bis 40 (selten bis 60) Zentimeter lang. Ihre 6 bis 8 Millimeter langen, duftenden Blüten sind cremegelb. Die 10 bis 12 Staubblätter ragen heraus.
Die Chromosomenzahl ist 2n = 72.

## Systematik, Gefährdung und Verbreitung
Fouquieria columnaris ist in Mexiko im Bundesstaat Baja California, auf der Isla Ángel de la Guarda sowie im Bundesstaat Sonora südlich von Puerto Libertad verbreitet. Die Art steht auf der Roten Liste der IUCN und gilt als gefährdet (Vulnerable).
Die Erstbeschreibung als Idria columnaris wurde 1860 von Albert Kellogg veröffentlicht. 1885 ordnete er die Art der Gattung Fouquieria zu.
Ein Synonym ist Fouquieria gigantea Orcutt.

## Nachweise

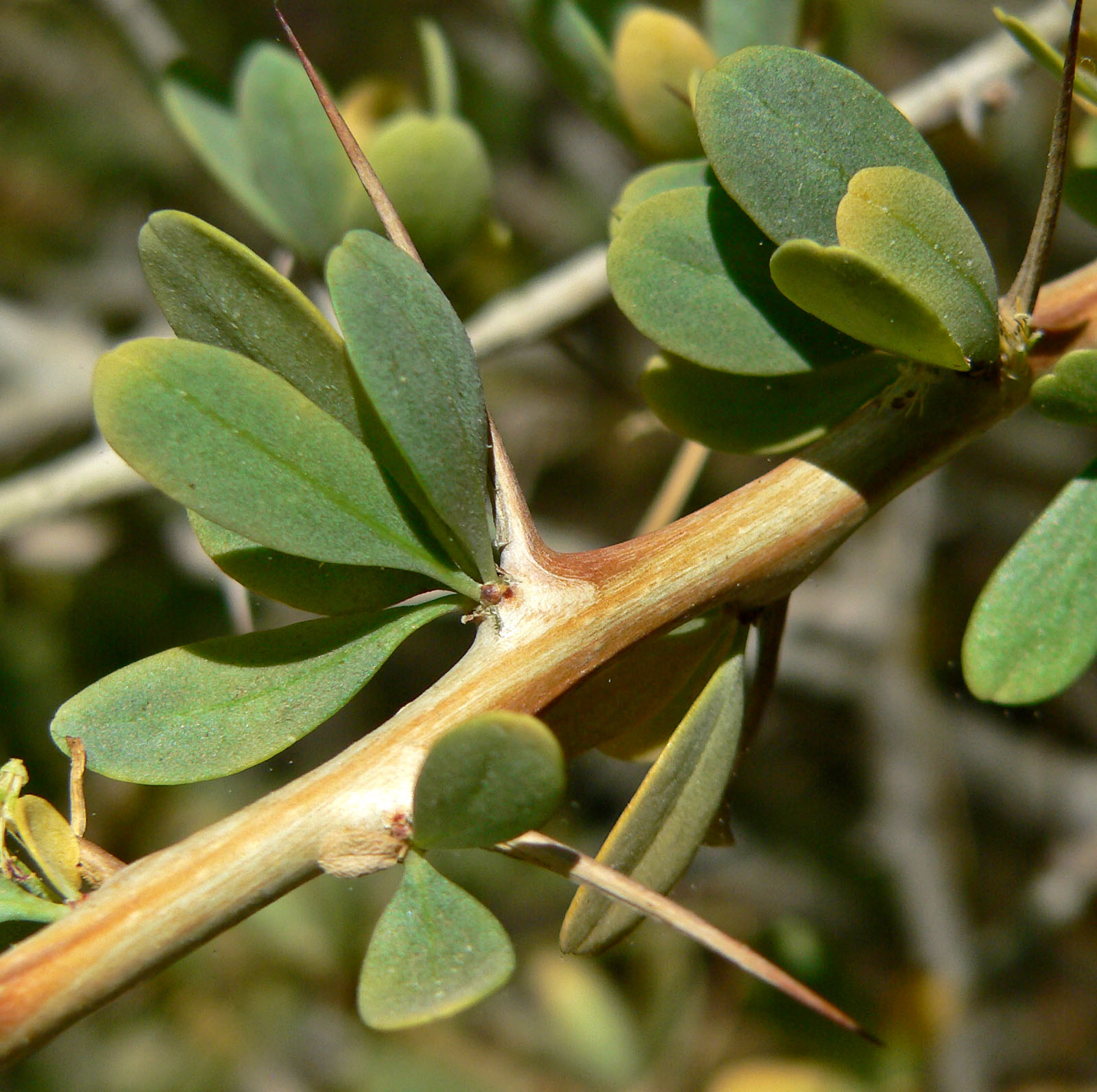
Seitentrieb mit Blättern und Dornen